# 1. VC Hannover
Der 1. VC Hannover war ein Volleyballverein in Hannover.

## Geschichte
Der 1. VC Hannover ging 1957 aus den Volleyball-Mannschaften der „Pädagogischen Hochschule Hannover“ hervor, die sowohl bei den Frauen als auch bei den Männern die ersten Deutschen Volleyball-Meister waren. Die Männer des 1. VCH holten sich 1960 und 1962 den Deutschen Meistertitel. Noch erfolgreicher waren die Frauen unter Leitung von Theda Hoch: Von 1958 bis 1976 wurden sie 18 Mal Deutscher Meister, davon 16 Mal in Folge. Bekannte Nationalspielerinnen beim 1. VC Hannover waren Birgit Drechsel, Erika Heucke, Marianne Lepa, Ingrid Lorenz, Regina Pütz, Traute Schaefer, Eliska Svitil,  Uschi Westphal und Silvia Meiertöns. In den späten 1970er Jahren wurde die Dominanz des 1. VC Hannover im deutschen Frauenvolleyball vom USC Münster und vom 1. VC Schwerte gebrochen.
1979 wurde der Verein wegen finanzieller Probleme aufgelöst.